# Aníbal Pinto Garmendia
Aníbal Pinto Garmendia, né le 15 mars 1825 et mort le 9 juin 1884, est un homme d'État chilien. Il est président du Chili de 1876 à 1881.

## Présidence
L’événement majeur de sa présidence est le déclenchement de la guerre du Pacifique, qui oppose le Chili au Pérou et à la Bolivie de 1879 à 1884. Il favorise la victoire chilienne, postérieure à la fin de sa présidence, en obtenant la neutralité de l’Argentine.
Son gouvernement débute durant la crise économique la plus grave qu’ait connu l’économie chilienne au XIXe siècle.
La situation économique est, en outre, aggravée par des inondations en 1876 et un tremblement de terre le 9 mai 1877. La gravité de la situation le pousse à déclarer la non convertibilité de la monnaie.